# Aso (fiume)
L'Aso è un fiume della regione Marche. Il suo nome latino era Asis.
La maggior parte del suo corso, per ben tre quarti, nell'alta e media Valdaso, delimita il confine amministrativo fra le province di Ascoli Piceno e Fermo.
Alla sorgente, attraversa il territorio del comune di Montemonaco, in provincia di Ascoli Piceno.
Sul lato destro, secondo il senso della corrente, il fiume lambisce i territori comunali della provincia di Ascoli Piceno: Comunanza, Force, Rotella, Montedinove, Montalto delle Marche, Carassai, Montefiore dell'Aso; verso il mare Adriatico, solca per intero due comuni della provincia di Fermo: Campofilone e Pedaso.
Sul versante sinistro, secondo il corso delle acque, tutti i comuni della sponda settentrionale appartengono alla provincia di Fermo: Montefortino, Montefalcone Appennino, Santa Vittoria in Matenano, Montelparo, Monte Rinaldo, Ortezzano, Monte Vidon Combatte, Petritoli, Monterubbiano, Moresco, Lapedona, Altidona.